# Kościół św. Jakuba Apostoła w Tłokini Kościelnej
Kościół świętego Jakuba Apostoła w Tłokini Kościelnej – rzymskokatolicki kościół parafialny należący do parafii pod tym samym wezwaniem (dekanat Opatówek diecezji kaliskiej).
Jest to świątynia wzniesiona na początku XVIII wieku (inne źródła podają rok 1773). Wybudowana została dzięki staraniom wikariuszy kolegiaty kaliskiej. W połowie XIX wieku do nawy została dobudowana boczna kaplica. Restaurowana była około 1750 i w 1883 roku. Podczas 2 wojny światowej została okradziona przez hitlerowców z dzwonów. W 1955 roku zostało wymienione oszalowanie, natomiast w 1969 roku zostało zmienione pokrycie dachu. Kościół został odnowiony w 1979 roku po nieudanej próbie podpalenia w maju.
Budowla jest drewniana, jednonawowa, orientowana, posiada konstrukcję zrębową. Jej prezbiterium jest mniejsze w stosunku do nawy, zamknięte jest trójbocznie, z boku jest umieszczona zakrystia. Od frontu znajduje się kruchta, natomiast z boku nawy umieszczona jest nowsza kaplica, zamknięta prostokątnie. Świątynię nakrywa dach dwukalenicowy, pokryty blachą, na dachu, w centralnej części znajduje się kwadratowa wieżyczka na sygnaturkę. Zwieńcza ją blaszany cebulasty dach hełmowy z latarnią. Wnętrze nakryte jest płaskim stropem z fasetą, wspólnym dla nawy (z zaskrzynieniami) i prezbiterium. Chór muzyczny jest podparty dwoma słupami i posiada w części środkowej prostokątną wystawkę, na chórze jest umieszczony prospekt organowy. Belka tęczowa jest ozdobiona barokowym krucyfiksem z 1 połowy XVIII wieku. Ołtarz główny i dwa boczne, ambona i chrzcielnica w stylu barokowym powstały w 2 połowie XVIII wieku.